# Leptopholcus gracilis
Leptopholcus gracilis är en spindelart som beskrevs av Lucien Berland 1920. Leptopholcus gracilis ingår i släktet Leptopholcus och familjen dallerspindlar.
Artens utbredningsområde är Kenya. Inga underarter finns listade i Catalogue of Life.